# フロスト/ニクソン
『フロスト/ニクソン』(Frost/Nixon)は、ピーター・モーガンによるイギリスの戯曲。
ウォーターゲート事件により辞職に追い込まれたリチャード・ニクソン元大統領とイギリスの人気司会者デヴィッド・フロストによる実在のトーク番組の模様を舞台化した。
2006年8月にロンドンのウエスト・エンドで初演。2007年4月にニューヨークのブロードウェイでも公演され、トニー賞など多くの賞で候補になり、8月の閉幕まで全137回上演した。2008年にはロン・ハワード監督によって映画化もされている。脚色はモーガンが担当している。第81回アカデミー賞では作品賞を含む5部門で候補になっている。
オリジナルキャストは、フロスト役にマイケル・シーン、ニクソン役にフランク・ランジェラが配役された。ウエスト・エンド公演、ブロードウェイ公演、映画版のいずれでも演じている。ランジェラはブロードウェイ公演での演技により、3度目のトニー賞（主演男優賞は初）に輝いている。また、映画版ではアカデミー賞の主演男優賞候補になった。
日本語による公演は2009年11月から12月に上演され、ニクソン役を北大路欣也、フロスト役を仲村トオルが演じた。